# Montracol
Montracol és un municipi francès situat al departament de l'Ain i a la regió d'Alvèrnia-Roine-Alps. L'any 2007 tenia 892 habitants.

## Demografia

### Població
El 2007 la població de fet de Montracol era de 892 persones. Hi havia 340 famílies de les quals 71 eren unipersonals (37 homes vivint sols i 34 dones vivint soles), 112 parelles sense fills, 142 parelles amb fills i 15 famílies monoparentals amb fills.
La població ha evolucionat segons el següent gràfic:
Habitants censats

### Habitatges
El 2007 hi havia 356 habitatges, 342 eren l'habitatge principal de la família, 4 eren segones residències i 10 estaven desocupats. 319 eren cases i 36 eren apartaments. Dels 342 habitatges principals, 261 estaven ocupats pels seus propietaris, 79 estaven llogats i ocupats pels llogaters i 2 estaven cedits a títol gratuït; 13 tenien una cambra, 7 en tenien dues, 37 en tenien tres, 86 en tenien quatre i 199 en tenien cinc o més. 317 habitatges disposaven pel capbaix d'una plaça de pàrquing. A 97 habitatges hi havia un automòbil i a 212 n'hi havia dos o més.

### Piràmide de població
La piràmide de població per edats i sexe el 2009 era:
| Homes | Edats   | Dones |
| ----- | ------- | ----- |
| 0     | 95 o +  | 0     |
| 0     | 90 a 94 | 4     |
| 0     | 85 a 89 | 16    |
| 4     | 80 a 84 | 4     |
| 20    | 75 a 79 | 20    |
| 0     | 70 a 74 | 8     |
| 8     | 65 a 69 | 8     |
| 16    | 60 a 64 | 20    |
| 40    | 55 a 59 | 20    |
| 28    | 50 a 54 | 28    |
| 24    | 45 a 49 | 32    |
| 24    | 40 a 44 | 8     |
| 16    | 35 a 39 | 20    |
| 20    | 30 a 34 | 20    |
| 24    | 25 a 29 | 24    |
| 16    | 20 a 24 | 12    |
| 24    | 15 a 19 | 12    |
| 4     | 10 a 14 | 12    |
| 12    | 5 a 9   | 16    |
| 28    | 0 a 4   | 24    |

## Economia
El 2007 la població en edat de treballar era de 567 persones, 454 eren actives i 113 eren inactives. De les 454 persones actives 436 estaven ocupades (230 homes i 206 dones) i 17 estaven aturades (7 homes i 10 dones). De les 113 persones inactives 60 estaven jubilades, 36 estaven estudiant i 17 estaven classificades com a «altres inactius».

### Ingressos
El 2009 a Montracol hi havia 355 unitats fiscals que integraven 950,5 persones, la mediana anual d'ingressos fiscals per persona era de 19.253 €.

### Activitats econòmiques
Dels 21 establiments que hi havia el 2007, 5 eren d'empreses de construcció, 5 d'empreses de comerç i reparació d'automòbils, 1 d'una empresa de transport, 2 d'empreses d'hostatgeria i restauració, 1 d'una empresa financera, 3 d'empreses de serveis, 3 d'entitats de l'administració pública i 1 d'una empresa classificada com a «altres activitats de serveis».
Dels 10 establiments de servei als particulars que hi havia el 2009, 1 era un taller de reparació d'automòbils i de material agrícola, 2 paletes, 2 guixaires pintors, 2 electricistes, 2 restaurants i 1 saló de bellesa.
L'any 2000 a Montracol hi havia 25 explotacions agrícoles que ocupaven un total de 767 hectàrees.

## Equipaments sanitaris i escolars
El 2009 hi havia una escola maternal integrada dins d'un grup escolar amb les comunes properes formant una escola dispersa.

## Poblacions més properes
El següent diagrama mostra les poblacions més properes.